# Église Saint-Véran de Chaudenay
L'église Saint-Véran de Chaudenay est une église située sur le territoire de la commune de Chaudenay dans le département français de Saône-et-Loire et la région Bourgogne-Franche-Comté.

## Historique
Elle fait l'objet d'une inscription au titre des monuments historiques depuis le 10 mars 1992.